# Meglenorumuni

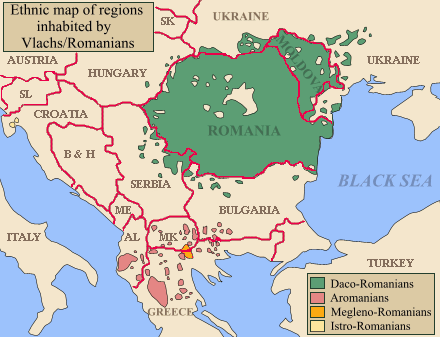
Kolorem ciemnożółtym oznaczono region zamieszkany przez Meglenorumunów

Meglenorumuni (meglenorum. Vlashi, gr. Βλαχομογλενίτες – Vlachomoglenítes) – wołoska grupa etniczna zamieszkująca pierwotnie kotlinę Meglena w środkowej Macedonii (na pograniczu dzisiejszej Grecji i Macedonii Północnej), obecnie również Rumunię. Liczebność (szacunkowa) – 12 do 20 tys. osób.
Meglenorumuni posługują się językiem meglenorumuńskim z grupy języków wschodnioromańskich. Inaczej, niż wszystkie pozostałe grupy Wołochów, nie określają się nazwą pochodzącą od Rzymian (Romanus), lecz nazwą Vlashi. Etnonim „Meglenorumuni” powstał w XX wieku pod wpływem władz rumuńskich.
Inaczej niż Arumuni, Meglenorumuni tradycyjnie byli osiadłymi rolnikami, nie pasterzami. Wiele ich zwyczajów różni się od zwyczajów pozostałych ludów wołoskich, natomiast wykazuje wpływy bułgarskie. Meglenorumuni wyznają prawosławie. W 1759 mieszkańcy meglenorumuńskiej wsi Notia koło Pelli przeszli na islam.
Istnieją sprzeczne opinie, że Meglenorumuni przywędrowali do Megleny po XII wieku z Rodopów lub że mogą być potomkami Pieczyngów. Obecność Meglenorumunów w Macedonii odnotowuje się od XIV wieku. Meglenorumuni zamieszkiwali pierwotnie północno-wschodnią część kotliny Megleny (wsie Notia, Langadia, Periklia i Archangelos) oraz przyległe części pasm górskich Pajak (wsie Skra, Kupa, Livadia, Karpi i Kastaneri) i Kožuf (wsie Chuma, Sermenin i Konsko w Macedonii).
W 1924 muzułmańscy Meglenorumuni zostali przesiedleni w okolice Antalyi i Isparty w tureckiej Anatolii, gdzie są znani jako „Karadżowianie” (od tureckiej nazwy kotliny Meglena). W 1926 około 450 rodzin meglenorumuńskich ze wsi Archangelos, Skra, Kupa, Lundzini, Periklia i Livezi wyemigrowało z Grecji do Rumunii i osiedliło się w południowej Dobrudży. Po przejęciu tego terenu przez Bułgarię wielu z nich przeniosło się w inne rejony Rumunii, najwięcej do wsi Cerna koło Tulczy. Kolejni Meglenorumuni przenieśli się z Macedonii do Rumunii podczas II wojny światowej i wojny domowej w Grecji, uchodząc przed walkami partyzanckimi w swej ojczyźnie. W 1996 około 820 rodzin w Rumunii przyznało się do pochodzenia meglenorumuńskiego.